# Crown Law Office
Das Crown Law Office, in Maori Te Tari Ture o te Karauna, ist ein Public Service Department (Behörde des öffentlichen Dienstes) in Neuseeland, das die Regierung in Rechtsangelegenheiten vertritt und berät, die Normenkontrolle in Bezug auf die Tätigkeit der Regierung übernimmt, für Verfassungsfragen in Bezug auf den Treaty of Waitangi zuständig ist, die Durchsetzung des Strafrechts garantiert und die Staatseinnahmen schützt.

## Geschichte
Das Crown Law Office wurde im Jahr 1875 gegründet und war zunächst lediglich konsultativ tätig und bis zur Gründung des Law Drafting Office im Jahr 1907 auch für das Entwerfen von Gesetzen zuständig. Mit der Berufung von John William Salmond als Solicitor-General (Kronanwalt) im Jahr 1910 bekam das Crown Law Office neben der juristischen Arbeit auch die Verantwortung der Strafverfolgung übertragen. 1918 wurde das Law Drafting Office aus der Verantwortung des Solicitor-General genommen und später in Parliamentary Counsel Office umbenannt. Mit der Schaffung des Crown Solicitor Network in den 1920er Jahren bekam das Crown Law Office dann Zugriff auf die Expertise von anerkannten Rechtsanwälten, von denen es sich in Rechtsfragen beraten lassen konnte. Stand August 2018 werden 17 Anwälte in dem Netzwerk geführt.